# Saint-André-Lachamp
Saint-André-Lachamp település Franciaországban, Ardèche megyében. Lakosainak száma 166 fő (2022. január 1.). Saint-André-Lachamp Beaumont, Faugères, Lablachère, Planzolles, Ribes, Sablières, Saint-Mélany és Saint-Pierre-Saint-Jean községekkel határos.

## Népesség
A település népessége az elmúlt években az alábbi módon változott:
| Lakosok száma | 171  | 148  | 157  | 121  | 151  | 157  | 154  | 149  | 153  | 166  |
|               | 1968 | 1982 | 1990 | 2006 | 2013 | 2015 | 2017 | 2019 | 2020 | 2022 |